# Lachnus crassicornis
Lachnus crassicornis är en insektsart. Lachnus crassicornis ingår i släktet Lachnus och familjen långrörsbladlöss. Inga underarter finns listade i Catalogue of Life.